# アーベル-ルフィニの定理
アーベル–ルフィニの定理（アーベル–ルフィニのていり、英: Abel–Ruffini theorem）は、五次以上の代数方程式には解の公式が存在しない、と主張する定理である。より正確には、5以上の任意の整数 n に対して、一般の n 次方程式を代数的に解く方法は存在しない、という定理である。

## 概要
方程式を「代数的に解く」とは、与えられた方程式の係数から出発して四則演算と冪根をとる操作を有限回繰り返し、方程式の根を表示することをいう。単に「冪根によって解く」ともいう。このようにして得られる表示可能な数の全体は、係数体に適当な冪根を添加して拡大したものとなるが、もし方程式に代数的な解の公式が存在するなら、根がそのような拡大体のどこかに含まれているはずである。従って、「代数方程式が代数的に解ける」、すなわち「代数方程式の根が冪根による表示をもつ」とは、次のように定義される。
方程式の係数を含む体に適当な冪根を添加して体を拡大していき、その中に根を含むようにできる。
アーベル–ルフィニの定理からは、五次以上の一般代数方程式ではこのような拡大が十分に行えないことが結論される。
代数学の基本定理が示す通り、n 次方程式は複素数の範囲で本質的に n 個の根を持つが、それを四則演算と冪根の有限回の繰り返しによって表示できるとは限らないことになる。代数的に解けない場合についてはこの定理は触れていない。例えば三次方程式のビエトの解のように三角関数によって表示できたとしても代数的に解けたとはいわない。また五次以上でも特定の条件付き方程式ならば解く事ができ、このようなものの一部はアーベル方程式と呼ばれる。もっとも単純なアーベル方程式は1の冪根を根にもつ xn = 1 であり、これが代数的に可解であることはカール・フリードリヒ・ガウスにより証明された。
一時この定理は完全な形で提出したニールス・アーベルにその功績が帰されていたが、現在ではパオロ・ルフィニの貢献を入れてアーベル–ルフィニの定理とする表記が多い。これはアーベルの業績になる定理が多く、単に「アーベルの定理」というと区別しにくいという事情も関係している。

## 歴史

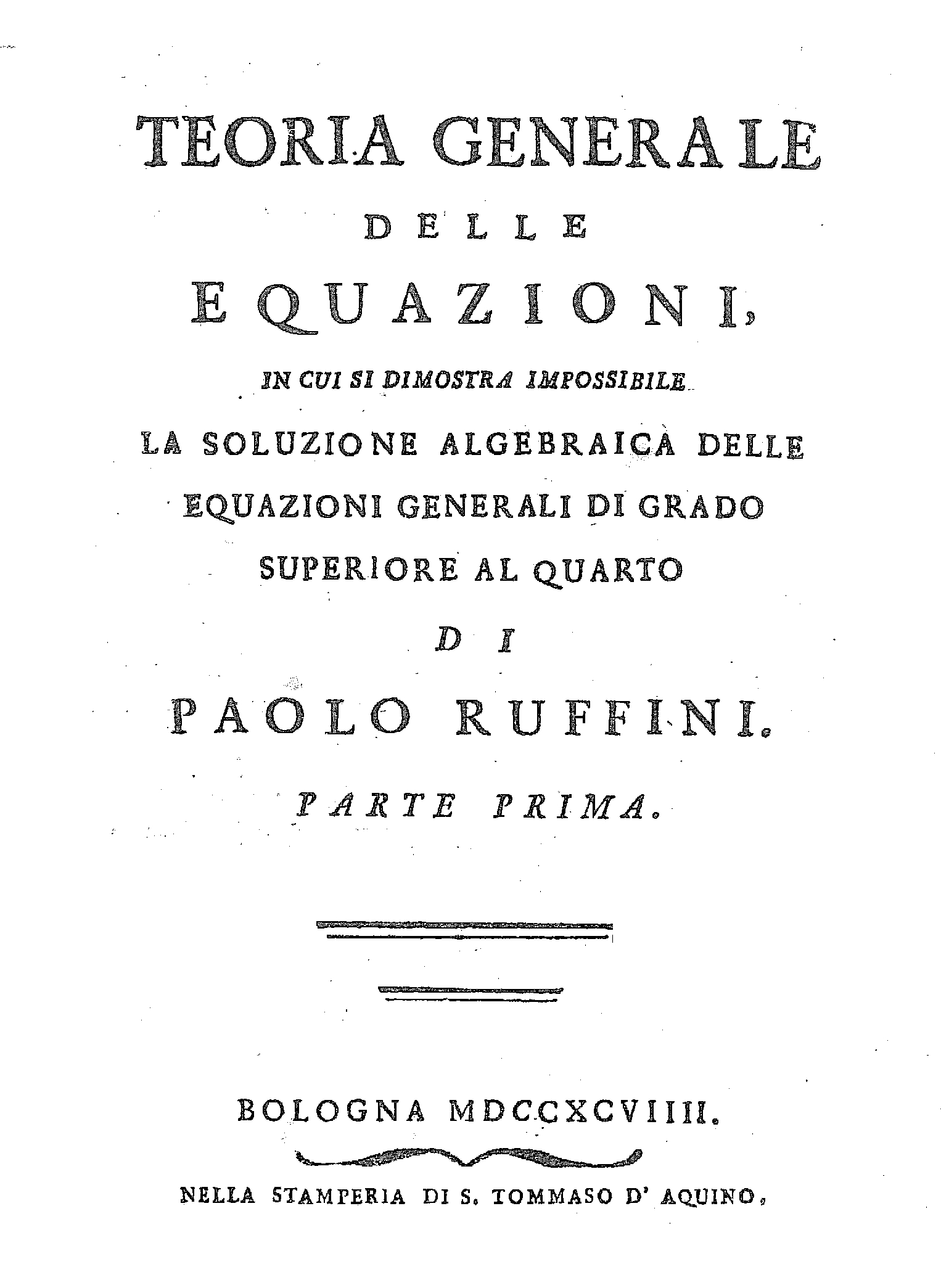
Paolo Ruffini, Teoria generale delle equazioni, 1799

17世紀前半からアルベール・ジラール（英語: Albert Girard）らによって主張されてきた代数学の基本定理により、5次以上の方程式にも次数と等しいだけの根があること自体は明らかであったので、五次方程式は「解けるに違いないが非常に難しい問題」と捉えられていた。
1770年頃、ジョゼフ＝ルイ・ラグランジュやヴァンデルモンド（英語: Alexandre-Théophile Vandermonde）は 4次以下の代数方程式の解法について置換を用いて（独立に）考察を行い、それらが代数的に解けた原因を与えた。
同様の考察を五次方程式に適用すると、より高次の方程式を解かねばならず破綻してしまうため、それ以上には進まなかった。
しかし、これらの研究を源とする代数的可解性の原則やラグランジュ分解式などが、その後の代数的方程式論の発展に繋がる突破口に結びついた。
カール・フリードリヒ・ガウスは、五次方程式の代数的な解法が不可能問題であることに確信を持っていた。数学的な根拠は出さなかったものの、学位論文でそのことに触れた他、『整数論』(1801年) の中でも「不可能なのはほぼ確実」と断定している。また、『整数論』において円分方程式 {\displaystyle x^{n}=1} は次数の低い円分方程式から逐次的に解ける事を示し、代数的に可解である事を証明した。これは、一般的には代数方程式を代数的に解く事は不可能である一方で、代数的に可解な代数方程式にはどのようなものがあるかを個別に調べるという方向の研究である。
五次方程式の解法の不可能性について、本質的な仕事はパオロ・ルフィニによるものと考えられている。ルフィニはラグランジュの考えた置換の理論を引き継いで1799年に『方程式の一般理論』と題した 2本の論文を出版したものの、論文は長くて分かりづらい上に欠陥があった。数学者達からの反論に対し、ルフィニは友人のピエトロ・アバティ・マレスコッティ（英語: Pietro Abbati Marescotti）の協力も得て欠陥を取り除いたり簡略化したりして1813年まで 6 種類の証明を出版した。ラグランジュからは認められなかったが、オーギュスタン＝ルイ・コーシーはルフィニの証明を絶賛し、1815年に置換論として発展させた。ここではコーシーの記法を導入し、簡略化にも成功している。
1821年にアーベルは五次方程式の解法を発見したが、コペンハーゲン大学の数学者デーエンから具体例を聞かれて間違いに気付き、ラグランジュやコーシーの論文を熱心に読んで不可能性の証明へと向かう。しかし、地理的な問題もあり大数学者ではなかったルフィニの論文は存在すら知らなかった。
1823年の末に証明は完成し、翌1824年、最初の論文「5次の一般方程式の解法の不可能性を証明する代数方程式についての論文」(Abel, “Mémoire sur les équations algébriques, où l'on démontre l'impossibilité de la résolution de l'équation générale du cinquième degré”) を自費出版した。経費節約のため簡潔にして 6ページしかなかったこともあり、誰からも理解されなかった。さらに1826年には、詳細に書いた「パリ論文」と呼ばれる論文「4次より高い次数の代数方程式を一般には解くことが不可能であることの証明」(Abel, “Dèmonstration de l'impossibilité de la résolution algébrique des équations générales qui passent le quatrième degré”) をパリ科学アカデミーに提出した上、クレレにドイツ語に翻訳してもらいクレレ誌の創刊号に20ページほどの論文として載せてもらっている。この年、アーベルはパリに留学した際にルフィニの論文の存在を知り、その内容について「代数的可解性の原則」と呼ばれる根本的な性質の証明が足りない事に気付いた。
一方、エヴァリスト・ガロアはアーベルとは独立にほぼ同じ経路を辿っていた。アーベルの仕事については知らなかったが、後に恩師に薦められてクレレ誌に載ったアーベルの論文を読み、高く評価した。コーシーが自分の時と同じく、アーベルの論文も紛失したことに憤慨する手紙が残されている。
どちらの証明も、本質的にはガロア群の構造に触れることで不可能性を証明しているが、アーベル、ルフィニらは「群」の概念を明確に意識しておらず、技巧的な証明に留まっていた。ガロアの証明は「どのような方程式が、なぜ代数的に可解なのか」という命題を念頭に置いたものであり、その後の研究でガロアは群の概念に到達しガロア理論を構築した。20世紀以降の代数学や方程式論等の教書で紹介されるアーベル-ルフィニの定理の証明のほとんど全てはガロアによる証明であり、アーベルやルフィニの証明は歴史的意義を強調する場合以外ではあまり参照されていない。

### 年表
- 1545年　ジェロラモ・カルダーノが『アルス・マグナ』を出版。三次、四次方程式の解法が公表される。
- 1770年　ジョゼフ＝ルイ・ラグランジュが代数方程式の解法と根の置換について考察し、代数方程式が解けるための条件を初めて見いだす。
- 1799年　パオロ・ルフィニが最初の不可能性の論文を発表。同年カール・フリードリヒ・ガウスが代数学の基本定理を証明した学位論文中で五次方程式の不可能性について予言。
- 1813年　ルフィニの論文の最終版が提出され、一応の完成をみる。
- 1815年　コーシーが「置換論」を発表。
- 1822年　ルフィニ没。
- 1824年　最初の論文によりニールス・アーベルによってルフィニの欠陥が解決される。定理の成立。
- 1826年　アーベルによる2番目の論文が提出され、クレレ誌の創刊号に掲載。
- 1829年　アーベル没。エヴァリスト・ガロアが代数方程式の可解性について最初の論文を書く。
- 1832年　ガロア没。
- 1846年　ジョゼフ・リウヴィルによりガロアの仕事が世に出る。

### 注
1. ↑  ルフィニの欠陥を現代的に書けば次のような事になる。
上記の通り、公式が存在するかどうかは、係数体を起点に零点を記述できる体までのベキ根拡大列が作れるかどうかに帰着する。ルフィニはここで、零点{\displaystyle t_{1},...t_{n}}からなる有理関数体{\displaystyle L=\mathbb {C} (t_{1},...,t_{n})}への拡大列がない事を証明した。
問題は、{\displaystyle L}が零点を含む体の中で最小のものだという事である。例えば、{\displaystyle t_{1}} の代わりに {\displaystyle {\sqrt {t_{1}}}} を含む {\displaystyle L'=\mathbb {C} ({\sqrt {t_{1}}},t_{2},...,t_{n})\supset L} のようなものに対して、{\displaystyle L} を経由せず一足飛びに {\displaystyle L'} を得るような拡大の可能性は考慮されていない。この点を厳密に論じたのがアーベルで、ルフィニの証明が結果的には十分だった事が示された。

## 関連文献
- アーベル、ガロア『群と代数方程式』守屋美賀雄 訳・解説、共立出版〈現代数学の系譜 11〉、1975年4月20日。ISBN 4-320-01164-3。 - 1824年および1826年の原論文の翻訳とその解説。
- 木村俊一『天才数学者はこう解いた、こう生きた　方程式四千年の歴史』講談社〈講談社選書メチエ 225〉、2001年11月。ISBN 978-4-06-258225-4。
  - 木村俊一『天才数学者はこう解いた、こう生きた　方程式四千年の歴史』講談社〈講談社学術文庫 2360〉、2016年4月。ISBN 978-4-06-292360-6。
- 河野芳文「「5次以上の代数方程式は一般に巾根では解けないことの証明」について : 高校生を対象としたアーベルの定理の講義」『研究紀要／広島大学附属中・高等学校』第49号、広島大学附属中・高等学校、2003年3月28日、43-53頁、doi:10.15027/741、NCID AA11466015。
- 今野一宏『代数方程式のはなし』内田老鶴圃、2014年4月15日。ISBN 978-4-7536-0202-5。
- 高木貞治『代数学講義』（改訂新版）共立出版、1965年11月。ISBN 4-320-01000-0。
- 竹内端三『群論』共立出版、1933年10月。NDLJP:1063306。
- Tignol, Jean-Pierre (2001) (英語), Galois' Theory of Algebraic Equations, Singapore: World Scientific, ISBN 981-02-4541-6
  - Tignol, Jean‐Pierre『代数方程式のガロアの理論』新妻弘 訳、共立出版、2005年3月。ISBN 978-4-320-01770-2。 - 代数方程式の解法を歴史的に解説。
- 津田丈夫『不可能の証明』（復刊）共立出版、2011年4月（原著1985年6月）。ISBN 978-4-320-01967-6。 - 2011年に復刊。
- 原田耕一郎『群の発見』岩波書店〈数学，この大きな流れ〉、2001年11月。ISBN 4-00-006791-5。
- Pesic, Peter (2004-02-27) (英語), Abel's Proof: An Essay on the Sources and Meaning of Mathematical Unsolvability (Paperback ed.), The MIT Press, ISBN 0-262-66182-9
  - ピーター・ペジック『アーベルの証明　「解けない方程式」を解く』山下純一 訳、日本評論社、2005年3月。ISBN 4-535-78404-3。 - 1824年の原論文の解説。付録に原論文の翻訳を付す。
- 渡辺秀雄『方程式論』共立社〈輓近高等數學講座 第4〉、1929年、151-169頁。 - 第8章「五次以上ノ一般ナル方程式ノ代數的解法ノ不能」参照。